# Örtofta
Örtofta är en tätort i Eslövs kommun belägen sydost om Örtofta slott och Örtofta kyrka i Örtofta socken i Skåne.
År 1901 anlades en sockerfabrik.
Här finns Örtofta sockerbruk, numera ägt av Nordic Sugar. Orten ligger vid Södra stambanan (ungefär halvvägs mellan Lund och Eslöv) och har hållplats för Pågatågen. Tidigare var Örtofta järnvägsknut, då även banan Kävlinge-Sjöbo passerade här. Bredvid Örtofta rinner Kävlingeån och ungefär parallellt med denna går Länsväg 104. 
Ett kraftvärmeverk blev färdigt 2013 på slätten och drivs vintertid. 
Fotbollsklubben Örtofta IS bildades 1922.

## Befolkningsutveckling
| Befolkningsutvecklingen i Örtofta 1960–2020                                                                        | Befolkningsutvecklingen i Örtofta 1960–2020 | Befolkningsutvecklingen i Örtofta 1960–2020 | Befolkningsutvecklingen i Örtofta 1960–2020 | Befolkningsutvecklingen i Örtofta 1960–2020 |
| --- | ------------------------------------------- | ------------------------------------------- | ------------------------------------------- | ------------------------------------------- |
| |                                             |                                             |                                             |                                             |
| År |                                             |                                             | Folkmängd                                   | Areal (ha)                                  |
| 1960 | 1960                                        |                                             | 358                                         |                                             |
| 1965 | 1965                                        |                                             | 370                                         |                                             |
| 1970 | 1970                                        |                                             | 259                                         |                                             |
| 1975 | 1975                                        |                                             | 253                                         |                                             |
| 1980 | 1980                                        |                                             | 211                                         |                                             |
| 1990 | 1990                                        |                                             | 179                                         | 12#                                         |
| 1995 | 1995                                        |                                             | 153                                         | 45#                                         |
| 2000 | 2000                                        |                                             | 192                                         | 44#                                         |
| 2005 | 2005                                        |                                             | 196                                         | 44#                                         |
| 2010 | 2010                                        |                                             | 202                                         | 50                                          |
| 2015 | 2015                                        |                                             | 283                                         | 72                                          |
| 2020 | 2020                                        |                                             | 287                                         | 93                                          |
| Anm.: Upphörde som tätort 1990. Ny tätort 2010. 2015 uppgick Toftaholm (södra delen) i denna tätort. # Som småort. |                                             |                                             |                                             |                                             |